# Любительский перевод игр
Люби́тельский перево́д — неофициальный перевод (локализация) компьютерной видеоигры, созданный её поклонниками в рамках личного хобби. Данное выражение обычно употребляется для собственнических игр, так как перевод любой свободной игры имеет большие шансы стать официальным.

## Перевод приставочных игр
Спонтанные попытки любительского перевода видеоигр происходили ещё в ранних 1990-х. Одним из первых любительских переводов стал перевод японской игры SD Snatcher для MSX2, выполненный голландской хакерской группой Oasis.
Свободный перевод приставочных игр стал возможен несколько позже — в связи с бурным развитием эмуляции игровых приставок в конце 1990-х. Обнаружилось немало людей, которым было интересно не просто играть в консольные игры своего детства, но вносить в них изменения. В сформированном сообществе ромхакеров вскоре были разработаны необходимые инструменты и накоплены знания, достаточные для извлечения, модификации и вставки игровых ресурсов в образ ПЗУ. В результате стало возможным переводить игры, никогда не издававшиеся в определённой части света, в том числе эксклюзивы, изначально выпущенные только на одном языке.
Любительский перевод приставочных видеоигр осуществляется путём модификации образа ПЗУ игры либо образа диска (CD или флоппи).
Для промежуточной проверки полученного результата обычно используется эмулятор платформы, для которой была написана игра. В конечном счёте, играть в переведённый образ (ROM или ISO) можно либо на эмуляторе, либо на настоящей приставке, предварительно записав переведённый образ обратно на носитель (при помощи специальных устройств).
Локализации приставочных игр PlayStation (и затем PlayStation 2) для российской аудитории осуществлялись компьютерными пиратами или энтузиастами на небольших студиях с 1996 по 2005 год, работавших на нелегальной основе («Вектор», RGR, «Лисы», Golden Leon, Paradox, NoRG, Kudos, DevilSoft и пр.). Переводы, выполненные такими студиями, нередко были плохого качества. В отдельных случаях тексты перевода вообще могли не подвергаться литературной обработке (подаваться в форме дословного или же машинного перевода), оставаться на языке оригинала с заменой латинских букв на заглавные буквы кириллицы (напр. РЯЕЫЫ ЫТАЯТ ВЮТТОИ — Press Start Button). Переводу мог подвергаться не только текст в игре, но и название самой игры (например, Driver — «Водила»), как на упаковке с диском, так и непосредственно в заставках и на загрузочных экранах. В озвучивании диалогов (которого в части пиратских локализаций могло не быть) принимали участие от 1 до 2 голосов — мужской и/или женский, которые периодически могли безэмоционально читать написанный текст, путать свои роли и говорить за персонажей противоположного пола. Иногда пиратские конторы могли записывать по 3-4 игры на 1 носитель, при этом из них исчезали все внутриигровые видеоролики и саундтрек, что нередко могло вызывать проблемы при прохождении.

## Перевод компьютерных игр
Для компьютерных игр характерно хранение ресурсов во множестве отдельных файлов, как правило, нестандартного формата (с середины 2000-х наблюдается тенденция к стандартизации для стимуляции моддинга). Часть ресурсов может располагаться внутри исполняемых модулей (особенно в старых играх). В целом же разница между переводом приставочных и компьютерных игр несущественна.
Тем не менее, исторически первыми появились переводы именно компьютерных игр (начиная с первых домашних ПК, хотя заметную популярность любительские переводы приобрели только со времён ZX Spectrum и IBM PC), так как ПК, в отличие от консолей, позволяет оперативно вносить изменения в игры. Кроме того, сами игры располагались на подходящих носителях (гибкие диски) — их данные было легко копировать и распространять, в отличие от картриджных приставок того времени.
Одним из первых осуществленных проектов перевода компьютерной игры в СССР в 1980-е годы стала игра Dictator.
Переводом современных коммерческих компьютерных игр в основном занимаются официальные локализаторы, в то время как любители предпочитают переводить ретро-классику и условно-бесплатные игры, перевод которых вряд ли будет осуществлён профессионалами, а также (видимо, в основном бесплатно распространяемые) свободные игры, хотя перевод последних обычно не называют «любительским», так как его возможность прямо или косвенно предусмотрена лицензией и методом разработки.